# Khoudia Diop
Khoudia Diop, també coneguda com la «Deessa Melanina», (nascuda el 31 de desembre de 1996) és una model senegalesa.

## Orígens
Diop va patir assetjament quan era una nena a causa del seu to de pell fosc, però després de traslladar-se a París als 15 anys, es va plantejar repetidament en convertir-se en model. Va adoptar el sobrenom de «Deessa Melanina», al·ludint a la seva pell negra fosca, per expressar l'orgull de la seva aparença.

## Carrera
El 2016 es va traslladar a la ciutat de Nova York per cursar estudis superiors en una universitat i es va popularitzar a Instagram pel seu aspecte únic i bonic. Va passar de 300 a 350.000 seguidors a Instagram en només uns dies. El 2017 va aparèixer en una campanya publicitària de la marca francesa de cosmètics Make Up For Ever.